# 35è Festival Internacional de Cinema de Moscou
El 35è Festival Internacional de Cinema de Moscou es va celebrar entre el 20 i el 29 de juny de 2013. World War Z fou seleccionada per obrir el festival. El Jordi d'Or fou atorgat a la pel·lícula turca Zerre.

## Jurat
Competició
- Mohsen Makhmalbaf - Director iranià (president)
- Ursula Meier - directora suïssa
- Sergei Garmash - actor rus
- Zurab Kipshidze - actor georgià
- Kim Dong-ho - actor coreà

## Pel·lícules en competició
Les següents pel·lícules foren seleccionades per la competició:
| Títol original              | Director(s)            | País de producció                 |
| --------------------------- | ---------------------- | --------------------------------- |
| Matterhorn                  | Diederik Ebbinge       | Països Baixos                     |
| Drogówka                    | Wojciech Smarzowski    | Polònia                           |
| Spaghetti Story             | Ciro de Caro           | Itàlia                            |
| Rol (pel·lícula)            | Konstantin Lopushansky | Rússia                            |
| Los chicos del puerto       | Alberto Morais         | Espanya                           |
| Zerre                       | Erdem Tepegöz          | Turquia                           |
| Rosie                       | Marcel Gisler          | Suïssa                            |
| Sayonara keikoku            | Tatsushi Ōmori         | Japó                              |
| Koma                        | Archil Kavtaradze      | Geòrgia                           |
| Skolzheniye                 | Anton Rozenberg        | Rússia                            |
| L'autre vie de Richard Kemp | Germinal Alvarez       | França                            |
| Mamaroš                     | Momčilo Mrdaković      | Sèrbia, Alemanya, França, Hongria |
| Le-ba-non kam-jeong         | Young-heun Jung        | Corea del Sud                     |
| Iuda                        | Andrey Bogatyryov      | Rússia                            |
| A memória que me contam     | Lúcia Murat            | Brasil                            |
| Delight                     | Gareth Jones           | Regne Unit                        |

## Premis
Competició
- Jordi d'Or: Zerre de Erdem Tepegöz
- Premi Especial de Plata: Sayonara keikoku de Tatsushi Ōmori
- Jordi de Plata al Millor Director: Young-heun Jung per Le-ba-non kam-jeong
- Jordi de Plata al Millor Actor: Aleksey Shevchenkov per Iuda
- Jordi de Plata a la Millor Actriu: Jale Arıkan per Zerre
- Premi Especial per la contribució al Cinema: Costa-Gavras
- Premi Stanislavski: Kseniya Rappoport